# Friedrich Bohle
Friedrich Bohle, född 17 maj 1601 i Mitau, död 4 april 1658 i Stettin, var en svensk-pommersk kansler och svenskt hovråd.
Bohle var son till en borgare i Köslin, som var hertiglig pommersk hovskrättare. Han omtalas första gången 1630 som Pommerns sekreterare vid kurfursteriksdagen i Regensburg, var 1631 länssekreterare och 1631 arkivarie. Efter den pommerska regeringens upplösning verka han ha varit fri från tjänst. 1640 blev Bohle svenskt hovråd och 1642 assistensråd och adlades 1646. Han utsågs att delta i kommissionen angående pommerska statens inrättande 1652 men entledigades som omistlig i regeringen från detta uppdrag. Senare samma år var han legat till riksdagen i Regensburg. Bohle var därefter kansler i pommerska regeringen, representerade Sverige vid kretsdagen i Leipzig 1654 samt vid riksdeputationsdagen i Frankfurt am Main 1654-55.